# ラトゥラトゥ
ラトゥラトゥ（英: LATU LATU）は、ボーカリストのタケヤキ翔を中心とする日本のロックバンド。
2019年3月にYouTuberのタケヤキ翔とYouTubeを中心に活動している音楽クリエイターのマイキによって結成される。2021年4月にマイキが脱退したことにより、以降はタケヤキ翔のソロプロジェクトとして稼働している。

## 略歴

### 2019年
- 3月31日にタケヤキ翔とマイキが「ラトゥラトゥ」を結成[2][3]。
- 12月17日に1stシングル『神様の言うとおりに/絶命ロック』を発売し、インディーズデビュー[4]。

### 2020年
- 1月22日、1stミニアルバム『万華鏡エタニティ』をリリース。
- 5月20日、2ndシングル『時のメロディ/妄想ディーバ』を配信リリース。(当初は、2ndCDシングルとして発売予定だったが、新型コロナウイルスの蔓延によりCDとしての発売を取りやめた後に配信リリースという形での発表となった。)
- 8月10日から9月6日までの期間限定発売でUUUMにて、3rdシングル『東京アップデート』のミュージックステッカーをリリース。その後8月29日に配信リリースされた。

### 2021年
- 1月13日に1stフルアルバム『百火繚乱船』をリリース。
- 4月4日「僕らの言うとおりに」のミュージックビデオを公開し、これをもってマイキがラトゥラトゥを卒業。タケヤキ翔は引き続きラトゥラトゥのボーカルとして活動。
- 8月18日、「光芒ラメント」がスマートフォンゲーム『イケメン戦国◆時をかける恋』過去編主題歌に起用され、ゲームアプリ内で楽曲が先行公開された[5]。

### 2022年
- 2月23日、ミニアルバム「＃Short Films」が4月27日にリリースされること、5月20日に音楽イベント「LATULATU FES2022」の開催が決定した。

### 2023年
- 前作より約3年ぶりとなる配信シングル『パラダイスロスト+』のリリースが7月20日に開始された。

## メンバー
タケヤキ翔
ボーカル、作詞担当。YouTuber。
イメージカラーは青色。
2025年5月20日に卒業。
マイキ
サウンドプロデューサー、ドラム、ギター、ベース、ピアノ、プログラミング、作曲、編曲、VJ、MIX、などほぼ全てを担当。音楽クリエイター、ボカロP。
イメージカラーは赤色。
2021年4月4日に卒業。

## ディスコグラフィ
| #   | 発売日        | タイトル   | 規格 | 最高位           | 規格品番                                    |
| --- | ------------- | ---------- | ---- | ---------------- | ------------------------------------------- |
| 1st | 2021年1月13日 | 百火繚乱船 | CD   | 34位（オリコン） | UUUM-0026（初回限定盤） UUUM-0027（通常盤） |

| #   | 発売日        | タイトル         | 規格 | 規格品番            | 最高位           |
| --- | ------------- | ---------------- | ---- | ------------------- | ---------------- |
| 1st | 2020年1月22日 | 万華鏡エタニティ | CD   | UUUM-0015（通常盤） | 23位（オリコン） |
| 2nd | 2022年4月27日 | ＃Short Films    | CD   | UUUM-0038（通常盤） | 69位（オリコン） |

| #   | 発売日         | タイトル                      | 規格 | 規格品番            | 最高位            |
| --- | -------------- | ----------------------------- | ---- | ------------------- | ----------------- |
| 1st | 2019年12月17日 | 神様の言うとおりに/絶命ロック | CD   | UUUM-0010（通常盤） | 23位 （オリコン） |

| #   | 発売日        | タイトル                  | 規格                            |
| --- | ------------- | ------------------------- | ------------------------------- |
| 1st | 2020年5月20日 | 時のメロディ/妄想ディーバ | 音楽配信                        |
| 2nd | 2020年8月10日 | 東京アップデート          | ミュージックステッカー 音楽配信 |
| 3rd | 2023年7月20日 | パラダイスロスト+         | 音楽配信                        |

| 発売日       | タイトル           | 規格 | 備考                                                                                            |
| ------------ | ------------------ | ---- | ----------------------------------------------------------------------------------------------- |
| 2021年4月4日 | 僕らの言うとおりに | MV   | 元メンバー、マイキとの最後の楽曲。 MVでは過去に二人で撮った動画やMVメイキング映像が流れていた。 |

| 起用年 | 楽曲         | タイアップ                                                    |
| ------ | ------------ | ------------------------------------------------------------- |
| 2021年 | 光芒ラメント | スマートフォンゲーム『イケメン戦国◆時をかける恋』過去編主題歌 |